# حمام حاج فتح‌الله
حمام حاج فتح‌الله مربوط به دوره قاجار است و در شهرستان بناب، داخل بافت قدیمی واقع شده و این اثر در تاریخ ۱۸ اردیبهشت ۱۳۸۰ با شمارهٔ ثبت ۳۸۲۲ به‌عنوان یکی از آثار ملی ایران به ثبت رسیده است.